# Reise ans Ende der Nacht
Reise ans Ende der Nacht, französischer Originaltitel Voyage au bout de la nuit, ist ein 1932 erschienener Roman von Louis-Ferdinand Céline. 

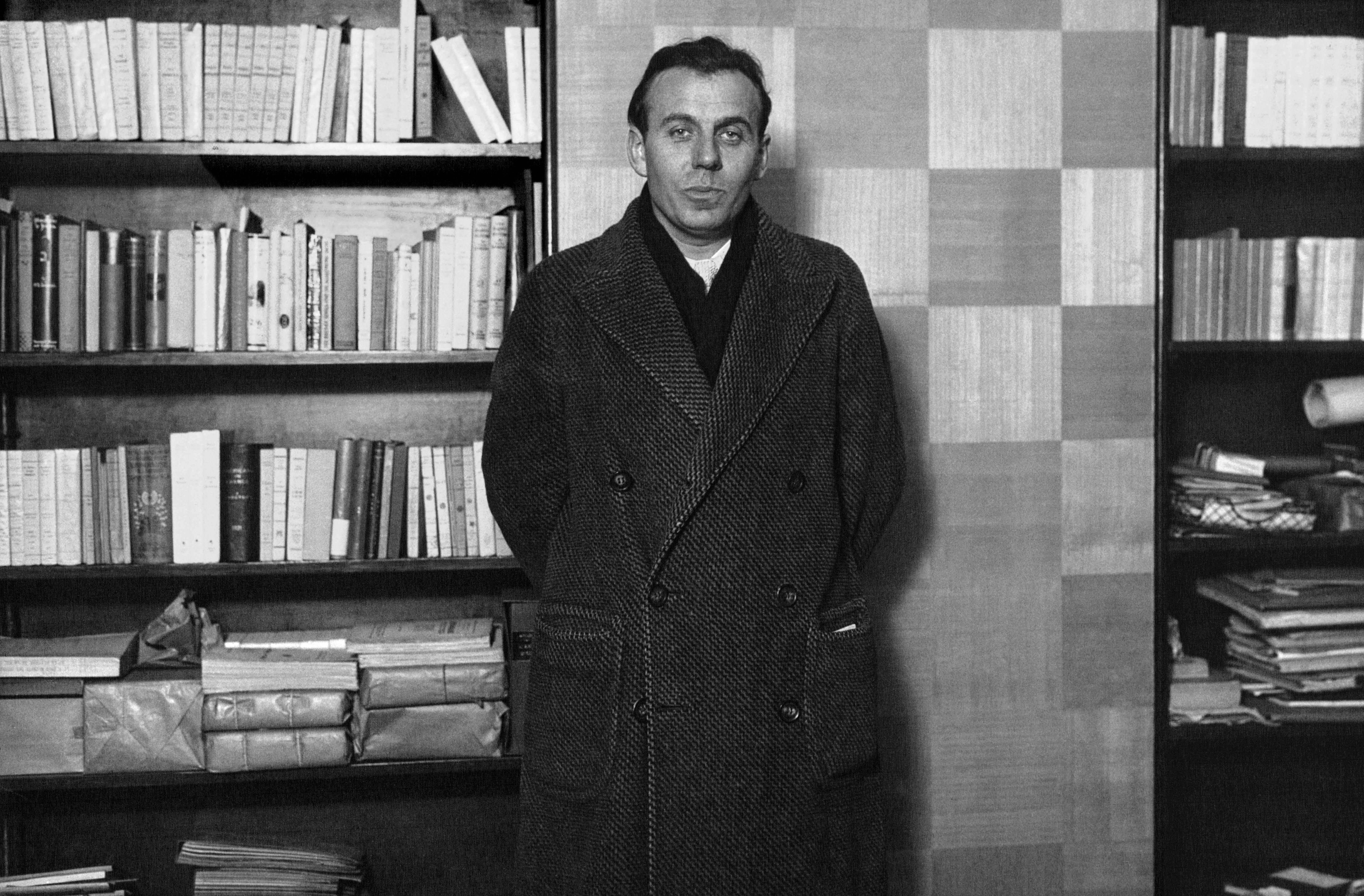
Louis-Ferdinand Céline, 1932

## Inhalt

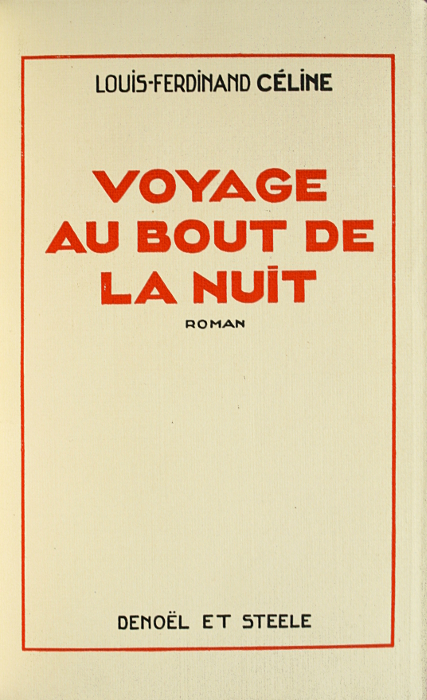
Buchdeckel von Célines Debütroman Voyage au bout de la nuit

Der Episodenroman erzählt die Geschichte des Ferdinand Bardamu, der den Wirren des Ersten Weltkrieges entkommt und nach Stationen in Afrika und Amerika nach Paris zurückkehrt, dort Medizin studiert, sich als Armenarzt durchschlägt und schließlich zum kommissarischen Leiter einer psychiatrischen Einrichtung am Stadtrand wird. Immer wieder tritt die tragisch-skrupellose Gestalt des Léon Robinson auf und verleiht der Handlung die entscheidenden Wendungen. Den Stationen sind Bardamus Liebschaften als charakteristische Frauengestalten zugeordnet.

## Sprache
Seine sprachliche Lebhaftigkeit bezieht der Roman aus dem drastischen Einsatz mündlicher Redewendungen, ohne sich dabei auf die direkte Rede zu beschränken. Céline verwendet in der Reise Argot nicht nur zur Personencharakterisierung, er geht entscheidend weiter und verwendet es im Erzählertext zusätzlich zum gesamten Spektrum der Schriftsprache; dort wo ihm beides nicht genügt, prägt er Neuschöpfungen. Sein Ich-Erzähler lästert gegen heilige Werte der Grande Nation wie Patriotismus, Militarismus und Kolonialherrlichkeit ebenso wie gegen Scheinheiligkeit, die Ängste der Kleinbürger oder die Überheblichkeit der Großbürger – nichts bleibt ungeschoren. „Dass Céline für die Reise der hoch angesehene Prix Goncourt – anders als zunächst verlautet – nicht zuerkannt wurde, sondern stattdessen der Prix Renaudot (der nur etwas weniger renommiert ist, Céline gleichwohl als Trostpreis erschien), hatte jedenfalls auch mit akademischem Befremden angesichts der sprachlichen Freiheiten und Neuerungen zu tun, die der Autor sich geleistet hatte“, schrieb sein Übersetzer Hinrich Schmidt-Henkel.

## Übersetzungen
Eine Übersetzung, die Isak Grünberg sofort nach dem Erscheinen des französischen Originals im Auftrag des Piper-Verlags erstellt hatte, wurde von diesem nicht herausgebracht, weil sie den Anforderungen nicht genüge, wie man Grünberg mitteilte. Die Veröffentlichung eines dezidiert anti-heroischen Werkes erschien nach Hitlers Machtergreifung wohl nicht mehr opportun. Piper verkaufte die deutschen Rechte samt der Grünberg-Übersetzung an den Verlag Julius Kittls Nachfolger (Mährisch-Ostrau/Leipzig), der sie im Dezember 1933 so „verstümmelt, missgestaltet, verfälscht“ publizierte, dass Grünberg sie, wie er im April 1934 in Klaus Manns Exilzeitschrift Die Sammlung schrieb, nicht mehr als seine anerkannte. Nur vier Seiten seien unverändert geblieben.
Im Jahre 2003 brachte der Rowohlt Verlag, der bereits nach dem Zweiten Weltkrieg die Rechte an Célines Werk erworben hatte, eine Neu-Übersetzung von Hinrich Schmidt-Henkel heraus, die Ina Hartwig in der Frankfurter Rundschau „sensationell“ nannte. Auch sonst äußerten sich die wichtigsten deutschsprachigen Feuilletons durchweg begeistert.

## Dramatisierung
Am Münchener Residenztheater inszenierte Frank Castorf 2013 den Roman als Theaterspektakel.  

## Ausgaben
- Voyage au bout de la nuit. Denoël, Paris 1932 (französische Erstausgabe).
- Reise ans Ende der Nacht. Deutsch von Hinrich Schmidt-Henkel. Rowohlt Verlag, Reinbek bei Hamburg 2003, ISBN 3-498-00926-5.

## Sekundärliteratur
- Rudolf von Bitter: ’Ein wildes Produkt’: Louis-Ferdinand Céline und sein Roman Reise ans Ende der Nacht im deutschsprachigen Raum: Eine Rezeptionsstudie. Romanistischer Verlag, Bonn 2007, ISBN 978-3-86143-178-7.
- Annie-Claude und Jean-Pierre Damour: Louis-Ferdinand Céline: Voyage au bout de la nuit. Presses universitaires de France, Paris 1985, ISBN 2-13-039145-1.
- André Derval (Hrsg.): "Voyage au bout de la nuit" de Louis-Ferdinand Céline. Critiques 1932–1935. Imec, Paris 2005, ISBN 2-264-04168-4 (Sammlung zeitgenössischer Kritiken).
- Henri Godard: "Voyage au bout de la nuit" de Louis-Ferdinand Céline (Essai et dossier). Gallimard, Paris 1991, ISBN 2-07-038350-4 (= Foliothèque 2).
- Günter Holtus: Untersuchungen zu Stil und Konzeption von Celines Voyage au bout de la nuit. Lang, Bern u. a. 1972, ISBN 3-261-00209-3.
- Vincent Tchamy Kouajie: Langage et Narration dans "Voyage au bout de la nuit" et "Mort à crédit" de Louis-Ferdinand Céline. Peter Lang, Frankfurt am Main 2014, ISBN 978-3-631-65160-5.
- Till R. Kuhnle: Louis-Ferdinand Céline, "Voyage au bout de la nuit" 1932. In: Wolfgang Asholt (Hrsg.): Interpretationen. Französische Literatur, 20. Jahrhundert: Roman. Stauffenburg, Tübingen 2007, ISBN 978-3-86057-909-1, S. 153–218.
- Danièle Latin: Le Voyage au bout de la nuit de Céline: roman de la subversion et subversion du roman: Langue, fiction, écriture. Académie royale de langue et de littérature françaises de Belgique, Brüssel 1988.
- Jean-François Lavis: Une écriture des excès: Analyse sociologique de Voyage Au Bout de La Nuit. Balzac-Le Griot, Montréal 1997, ISBN 2-921468-08-5.
- Tom Quinn: The Traumatic Memory of the Great War, 1914-1918, in Louis-Ferdinand Céline's Voyage au bout de la nuit. Edwin Mellen Press, Lewiston u. a. 2005, ISBN 0-7734-5938-3.